# Francis Hayman

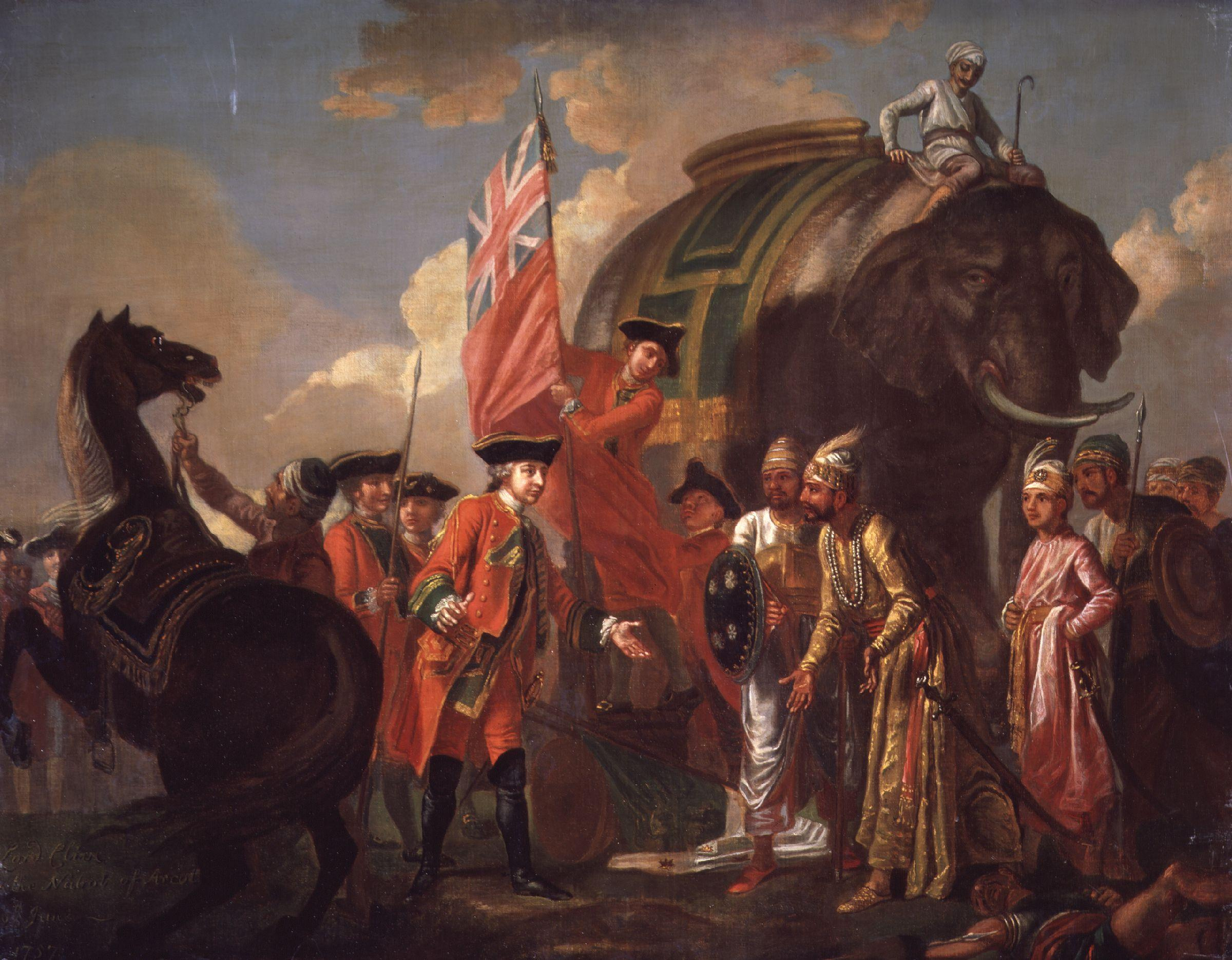
Robert Clive e Mir Jafar depois da batalha de Plassey, 1757

Francis Hayman (Exeter, 1708 - Londres ?, 2 de fevereiro de 1776) foi um pintor e ilustrador da Inglaterra, um dos fundadores da Royal Academy e seu primeiro bibliotecário.
Começou sua carreira como pintor de cenários teatrais, sobretudo no teatro Drury Lane de Londres, onde também desempenhava papéis menores no palco. Isso antes de se estabelecer em um estúdio em St Martin's Lane.
Foi um artista versátil, influenciado pelo Rococó francês, dedicando-se ao retrato, painéis decorativos, paisagens e cenas históricas. Pintou muitos dos principais atores Shakespeareanos do seu tempo, ilustrou peças de Shakespeare e novelas de Samuel Richardson. 
Ele contribuiu com 31 imagens para uma edição de 1744 das peças de Shakespeare de Sir Thomas Hanmer e mais tarde retratou muitos atores contemporâneos líderes em papéis de Shakespeare, incluindo David Garrick como Richard III (1760). Ele também ilustrou Pamela , uma novela de Samuel Richardson , Paradise Lost de Milton e Paradise Regained , tradução de Tobias Smollettde, Don Quixote e outras obras bem conhecidas. Na década de 1760, Hayman foi contratado por Jonathan Tyers , proprietário da Vauxhall Gardens, e da propriedade Denbies , para fazer uma série de pinturas de história em larga escala que retratam vitórias britânicas na Guerra dos Sete Anos .
Também foi bom professor, ensinando, entre outros, Mason Chamberlin, Nathaniel Dance-Holland, Thomas Seton e Lemuel Francis Abbott, e exercendo forte influência sobre Thomas Gainsborough. 
Associando-se a Joshua Reynolds, esteve envolvido na fundação da Society of Artists, que depois evoluiu para a Royal Academy.
Hayman morreu em 1776 e foi enterrado em uma sepultura não marcada na Igreja de Santa Ana, Soho.